# Glansbaggar
Glansbaggar (Nitidulidae) är en familj i ordningen skalbaggar.

## Beskrivning
Med en genomsnittlig kroppslängd av två till tre millimeter är glansbaggar jämförelsevis små, men det finns vissa arter som blir upp till 6 millimeter långa. Arterna skiljer sig mycket i kroppsformen. Det finna ovala exemplar och arter som är långsträckta. Färgen är oftast glänsande ljus- eller mörkbrun, svart eller svartbrun. Antennernas sista två segmenten är tjockare än de övriga avsnitten.
Både vuxna glansbaggar och deras larver livnär sig av pollen och nektar.
Några arter (till exempel Meligethes aeneus) är skadedjur för jordbruket.

## Systematik
Över hela världen finns ungefär 2 500 beskrivna arter och i Europa förekommer 240 arter fördelade på 6 underfamiljer. Dessa underfamiljer med släkten listas här:

### Carpophilinae
- Carpophilus
- Urophorus

### Cillaeinae
- Brachypeplus

### Cryptarchinae
- Cryptarcha
- Glischrochilus
- Pityophagus

### Epuraeinae
- Epuraea

### Meligethinae
- Meligethes
- Meligethinus
- Pria

### Nitidulinae
- Amphotis
- Cychramus
- Cyllodes
- Ipidia
- Ithyra
- Nitidula
- Omosita
- Oxystrongylus
- Phenolia
- Physoronia
- Pocadius
- Soronia
- Stelidota
- Thalycra
- Xenostrongylus